# IAST
IAST, viết tắt của International Alphabet of Sanskrit Transliteration (hay Bảng chữ cái chuẩn quốc tế ký âm Latinh tiếng Phạn), là một tiêu chuẩn học thuật được dùng để ký âm tiếng Phạn với bảng ký tự Latinh, rất giống với chuẩn Latinh hoá theo National Library at Calcutta romanization đang được áp dụng với nhiều bộ chữ Ấn Độ. Thực tế thì IAST đã là tiêu chuẩn được dùng trong các văn bản in ấn như sách hoặc tạp chí và cùng với sự phổ biến của các bộ chữ theo mã thống nhất (Unicode), nó ngày càng được áp dụng trong các văn bản điện tử. Chuẩn này được đặt trên chuẩn căn bản được đề ra ở hội nghị của các nhà Đông phương học tại Athena năm 1912.
Chuẩn IAST cho phép ký âm bộ chữ Devanāgarī không mất mát và như thế, nó không chỉ trình bày các âm tố của tiếng Phạn mà cũng cho phép trình bày cách ký âm đọc (ví dụ như âm phóng xuất ḥ là một Đồng vị âm (en. allophone) của các ký tự r và s đứng cuối chữ)
Tổng mục của các ký tự như sau:
| अ a आ ā इ i ई ī उ u ऊ ū ऋ ṛ ॠ ṝ ऌ ḷ ॡ ḹ | (nguyên âm)                  |
| ए e ऐ ai ओ o औ au                       | (phức hợp âm)                |
| अं (a) ṃ                                 | (tuỳ âm, sa. anusvara)       |
| अः (a) ḥ                                 | (phóng xuất âm, sa. visarga) |

| क k  | च c  | ट ṭ  | त t  | प p  | (tử âm không có âm vang, unvoiced stops)                        |
| ख kh | छ ch | ठ ṭh | थ th | फ ph | (tử âm không có âm vang, có tống khí, aspirated unvoiced stops) |
| ग g  | ज j  | ड ḍ  | द d  | ब b  | (tử âm có âm vang, voiced stops)                                |
| घ gh | झ jh | ढ ḍh | ध dh | भ bh | (tử âm có âm vang và tống khí, aspirated voiced stops)          |
| ङ ṅ  | ञ ñ  | ण ṇ  | न n  | म m  | (âm mũi, nasals)                                                |
|      | य y  | र r  | ल l  | व v  | (bán nguyên âm, semi-vowels)                                    |
|      | श ś  | ष ṣ  | स s  |      | (xỉ sát âm, nghĩa là âm gió cọ xát răng, sibilants)             |
| ह h  |      |      |      |      | (âm ma sát, có âm vang, voiced fricative)                       |